# Jüri Pootsmann
Jüri Pootsmann (Raikküla, 1º luglio 1994) è un cantante estone. In seguito alla sua vittoria all'Eesti Laul 2016, ha rappresentato l'Estonia all'Eurovision Song Contest 2016 con la canzone Play, scritta da Stig Rästa, il rappresentante dell'Estonia all'Eurovision nel 2015. Jüri ha cantato Play nella prima semifinale dell'Eurovision, ma non si è qualificato per la finale del 14 maggio.